# Museum Tomi Ungerer

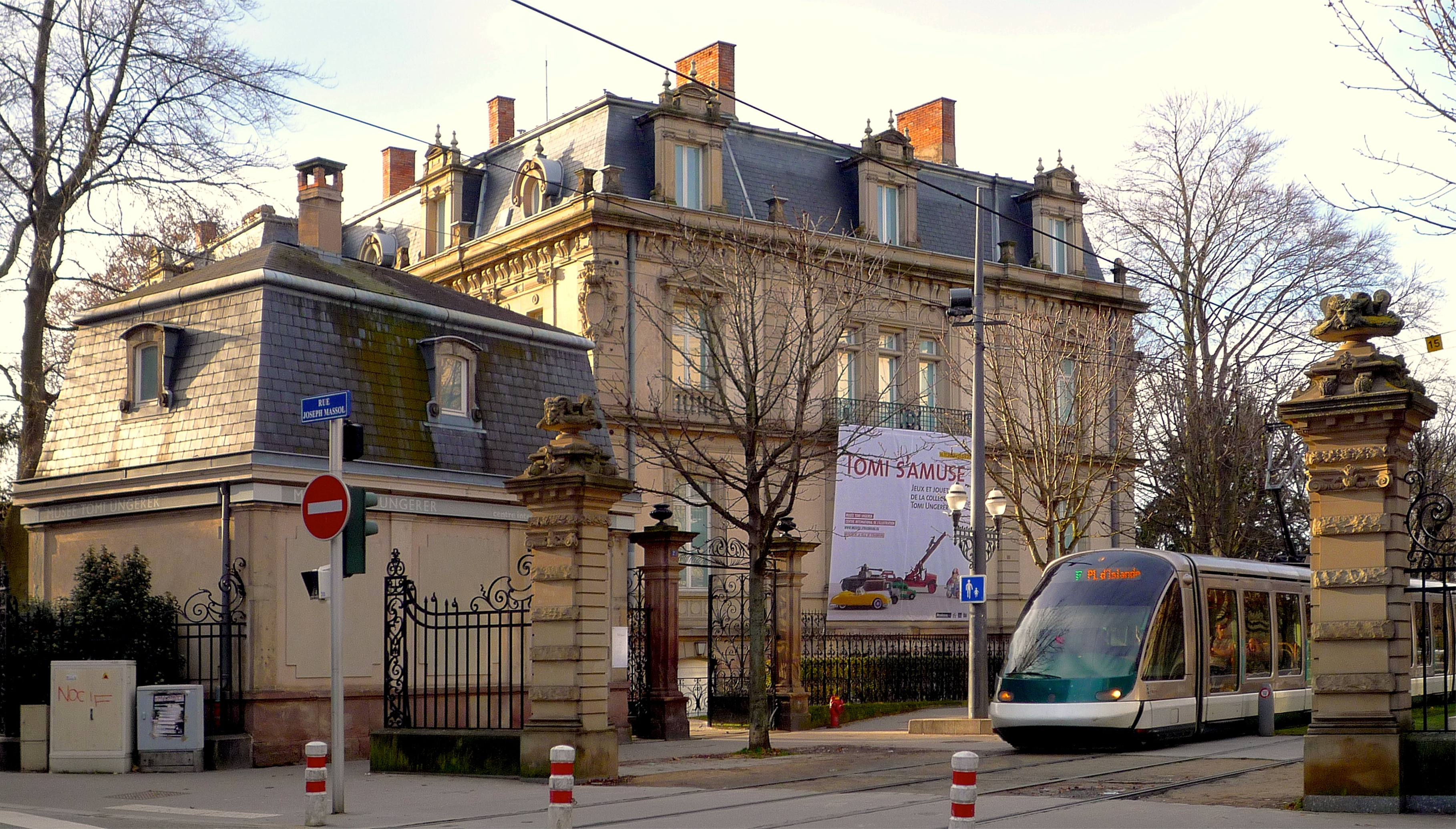
Musée Tomi Ungerer

 Das Museum Tomi Ungerer in der Villa Greiner ist ein Kunstmuseum in Straßburg. Es beherbergt eine große Sammlung von Zeichnungen, Archiven, Spielzeugen und Zeitschriften des elsässischen Künstlers Tomi Ungerer (1931–2019). Offiziell wird das Museum als Internationales Zentrum für Illustration bezeichnet. Es wurde am 2. November 2007 eröffnet.
Nach der Gründungsdirektorin Thérèse Willer übernahm im März 2023 die deutsche Kunsthistorikerin und Kuratorin Anna Sailer die Leitung des Museums.

## Gebäude
Die Villa Greiner wurde von 1885 bis 1887 von dem Pariser Architekten Revel erbaut und war in den 1950er Jahren Sitz des RTF. 1963 wurde sie von der Stadt Straßburg gekauft, die sie für verschiedene kommunale Einrichtungen wie die Nebenstellen des Konservatoriums und der Oper nutzte. Sie liegt in unmittelbarer Nähe des Place Broglie, wo der von Tomi Ungerer entworfene Janus-Brunnen und der Place de la République im deutschen Kaiserbezirk errichtet wurden. Die komplett renovierte Villa beherbergt auf 700 m² rund 8.000 Zeichnungen, Plakate, Grafiken und Skulpturen Ungerers. Die Renovierungskosten von rund vier Millionen Euro wurden hauptsächlich von der Stadt Straßburg getragen.
Die Innenräume sind durch weiße Wände, Böden, Treppen und Jalousien gekennzeichnet. Die Rampe, die sich durch den Garten windet, wurde von dem Architekten Emmanuel Combarel entworfen und ist eine Anspielung auf den „geschwungenen Geist“ des Künstlers. Seit April 2011 steht im Garten der Villa eine Metallskulptur, die nach einer Zeichnung Ungerers gefertigt wurde. Sie trägt den Namen Sur les dents (wörtlich: „auf den Zähnen“) und zeigt eine 2,40 Meter hohe Figur, die sich eine Säge durch den Kopf zieht. Die Skulptur wurde anlässlich des „Tomi-Ungerer-Jahres 2011“ in Straßburg enthüllt, mit dem die Stadt den 80. Geburtstag ihres bekannten Sohnes würdigte.

Die Villa Greiner
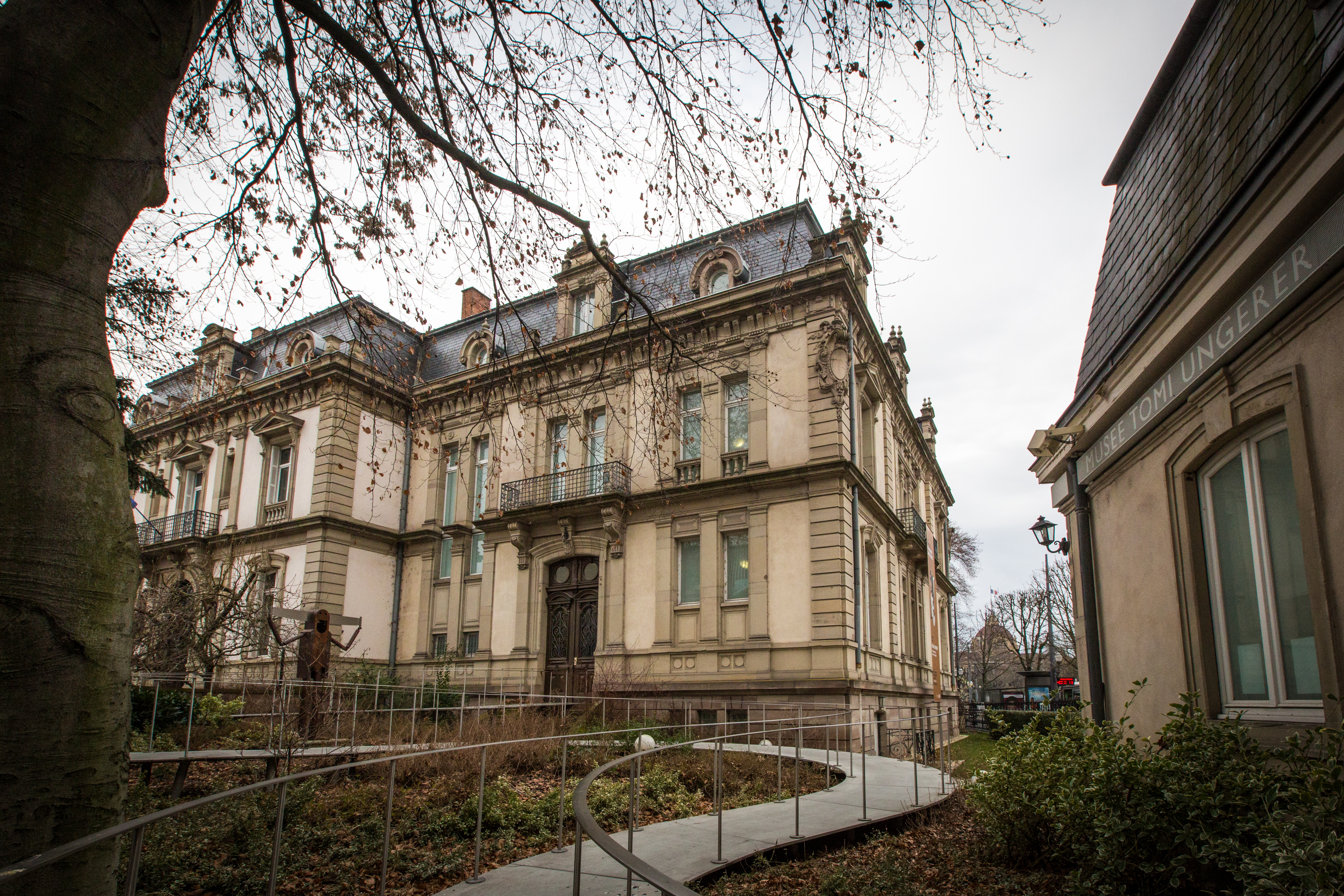
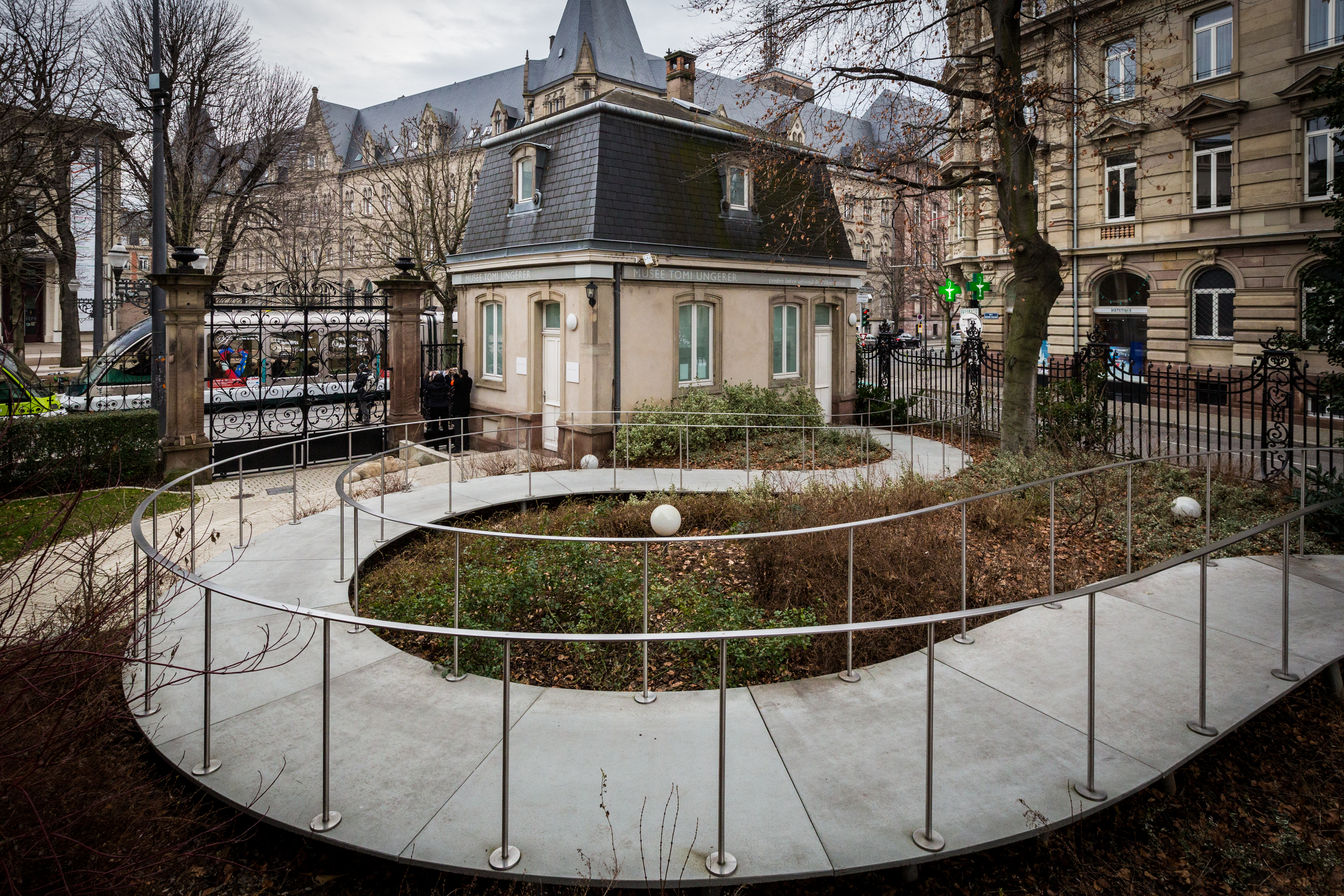
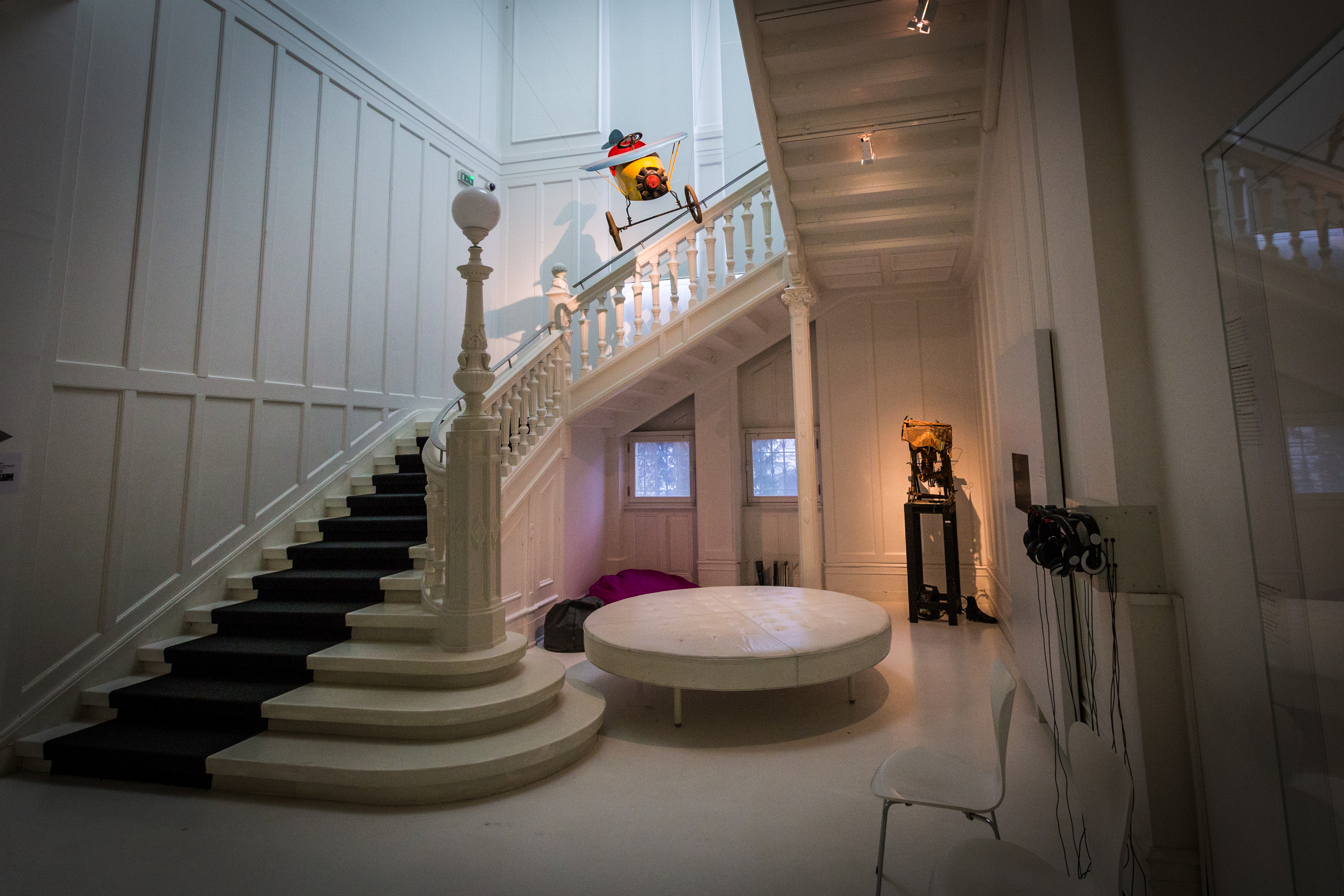
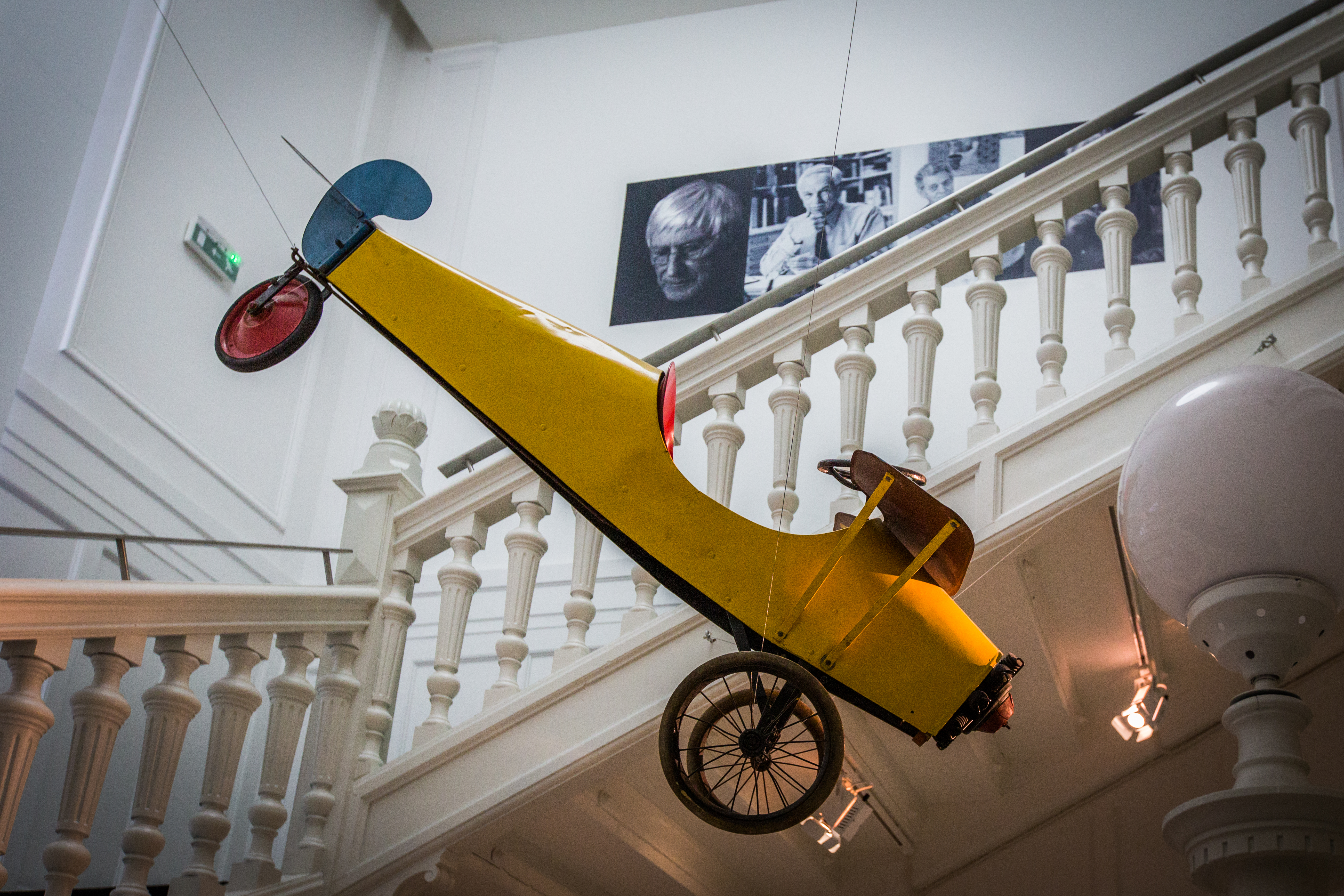

## Sammlung
Die Sammlung besteht aus Originalzeichnungen und Drucken, die alle Produktionslinien und Schaffensperioden des Künstlers (Zeichnungen von Kinderbüchern, satirische Zeichnungen oder Zeichnungen und Werbeplakate) sowie sämtliche Stile darstellen. Ergänzt werden diese Arbeiten durch Werke anderer internationaler Künstler. Zur Sammlung gehört auch eine umfangreiche Dokumentensammlung, darunter eine Bibliothek, eine Videobibliothek, ein Pressearchiv über Ungerer und Illustrationen im Allgemeinen. Des Weiteren umfasst die Sammlung rund 6.000 Spielzeuge wie mechanisches Spielzeug, Bleisoldaten oder Brettspiele aus dem persönlichen Besitz Ungerers. Aufgrund ihrer Lichtempfindlichkeit werden die meisten Dokumente und Spielzeuge dreimal jährlich ausgetauscht.
Die Arbeiten werden auf drei Ebenen in chronologischer Reihenfolge der wichtigsten Ereignisse ausgestellt.

Ausstellungsräume
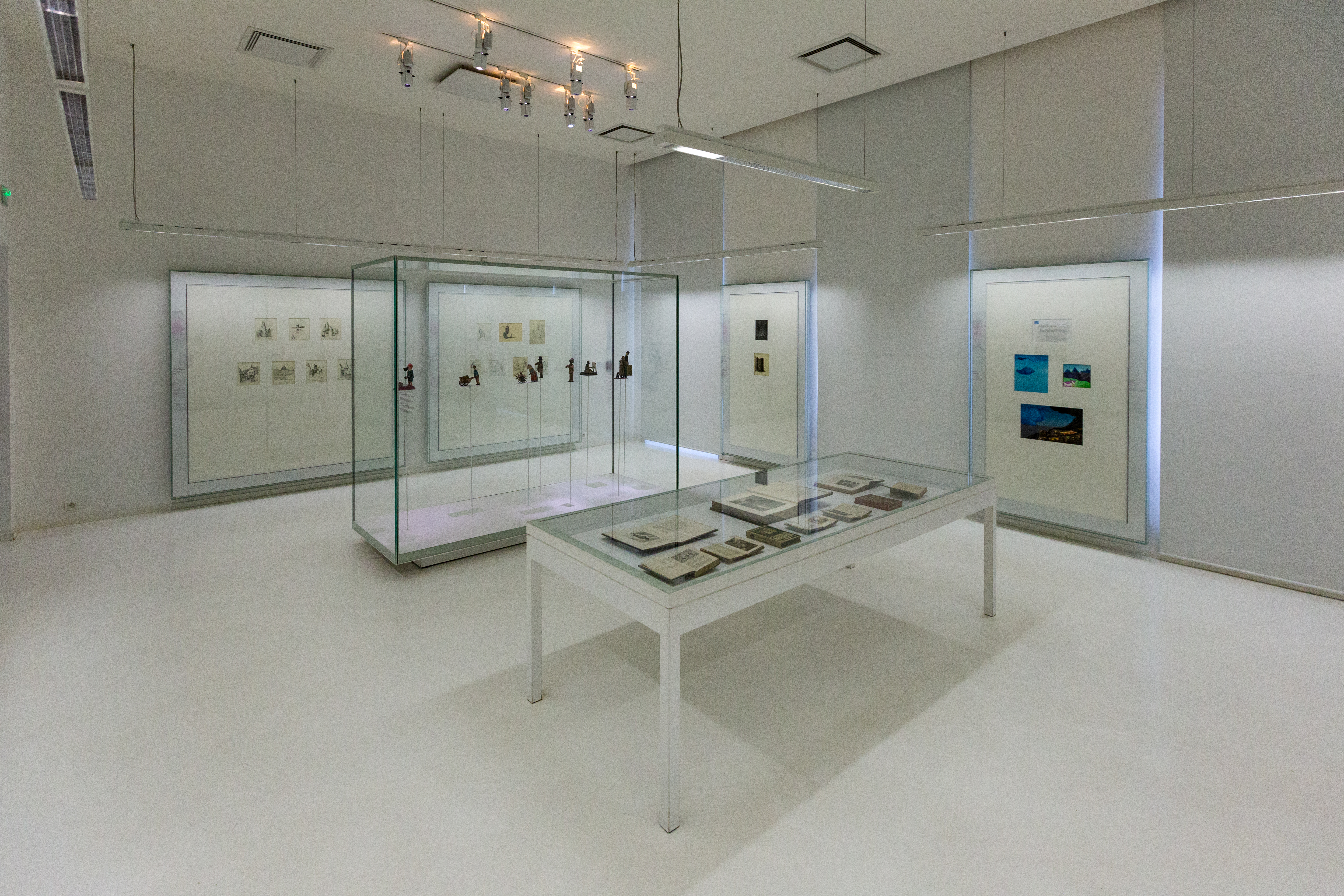
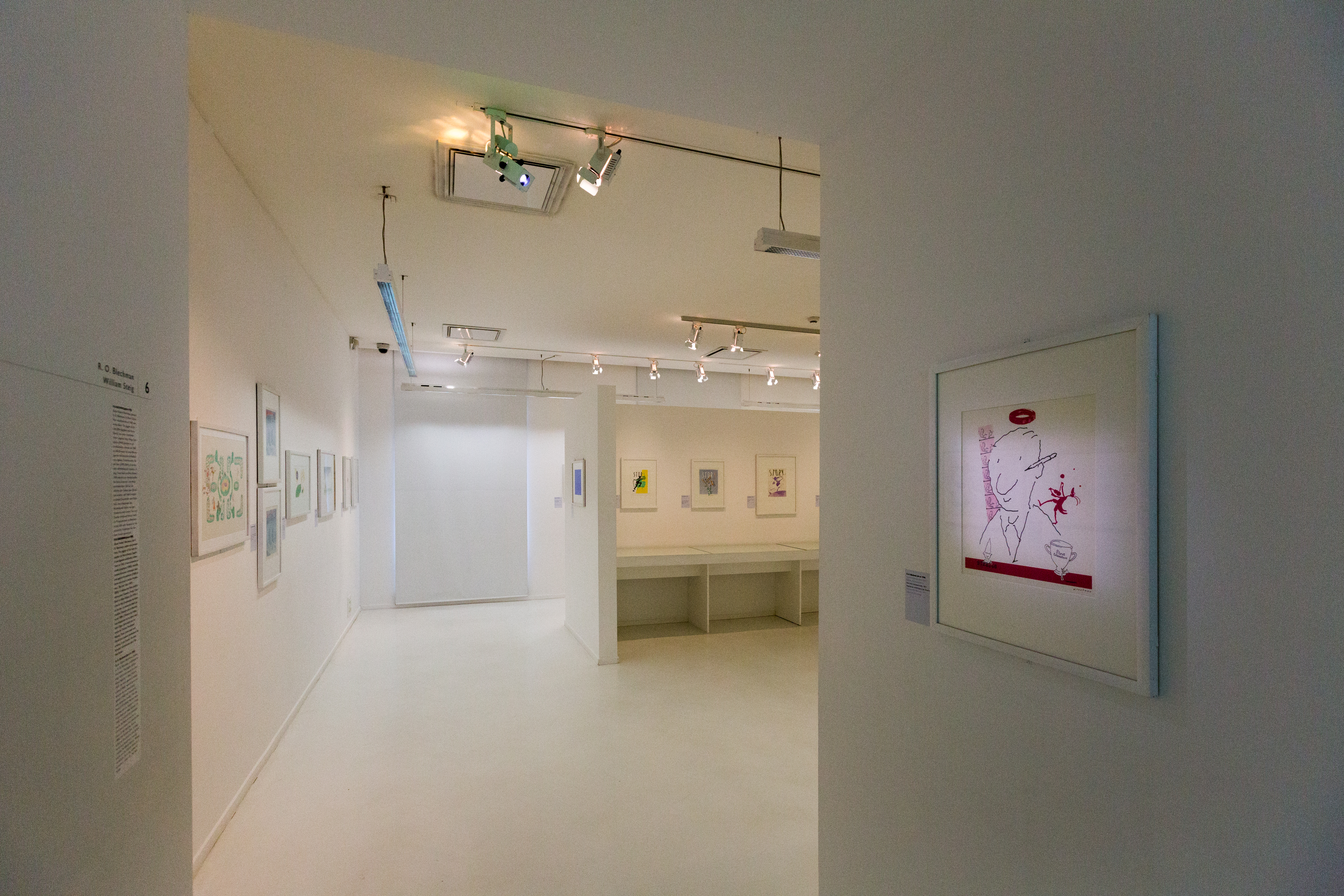
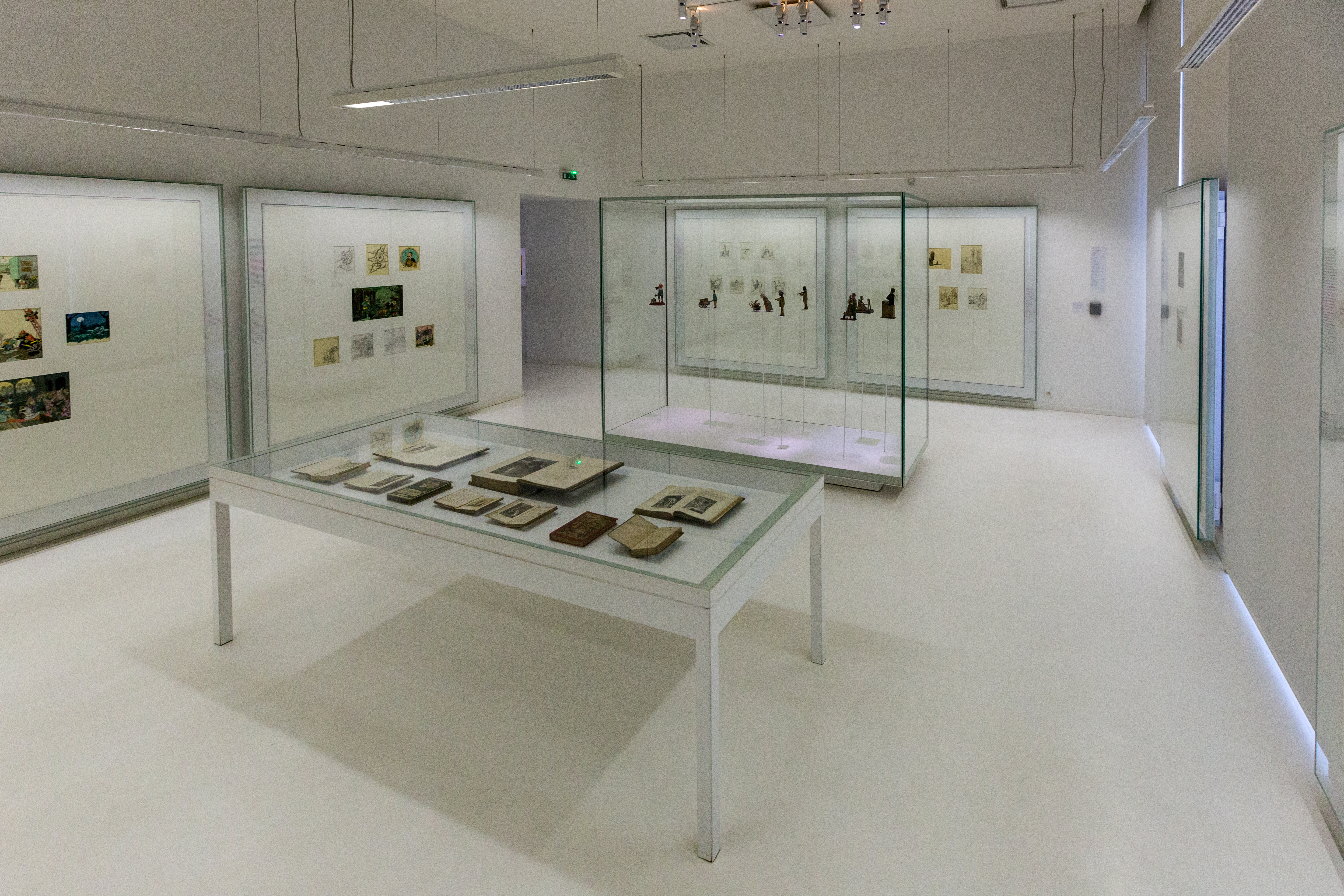
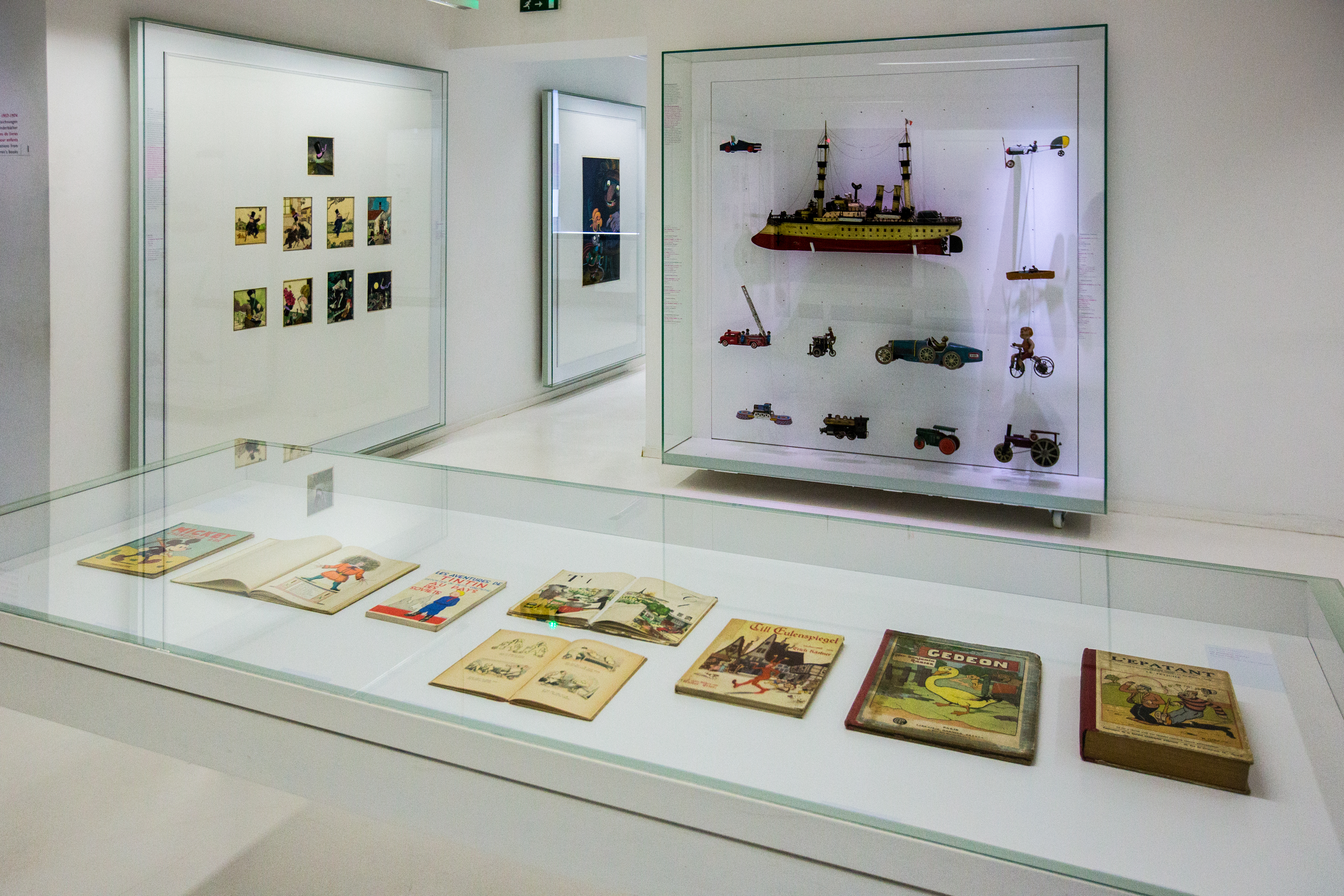

### Erdgeschoss
Im Erdgeschoss werden Illustrationen und Kinderbücher des Künstlers präsentiert. Ein weiterer Raum mit Videoterminal widmet sich der Biografie des Künstlers.

### Erster Stock
Im ersten Stock sind Werbeplakate und Zeichnungen politischer Satire zu sehen, unter anderem gegen die Rassentrennung in den Vereinigten Staaten und den Vietnamkrieg. Die Werbezeichnungen wurden hauptsächlich für Kampagnen in den Vereinigten Staaten entwickelt, aber auch für lokale Unternehmen wie Électricité de Strasbourg oder Bonduelle produziert.

### Untergeschoss
Das Untergeschoss zeigt eine Auswahl seiner Werke, die sich mit den Themen Tod und Erotik auseinandersetzen.

## Temporäre Ausstellungen
Das Museum beherbergt auch temporäre Ausstellungen, die anderen zeitgenössischen Illustratoren gewidmet sind.